# Citadellstraße 5

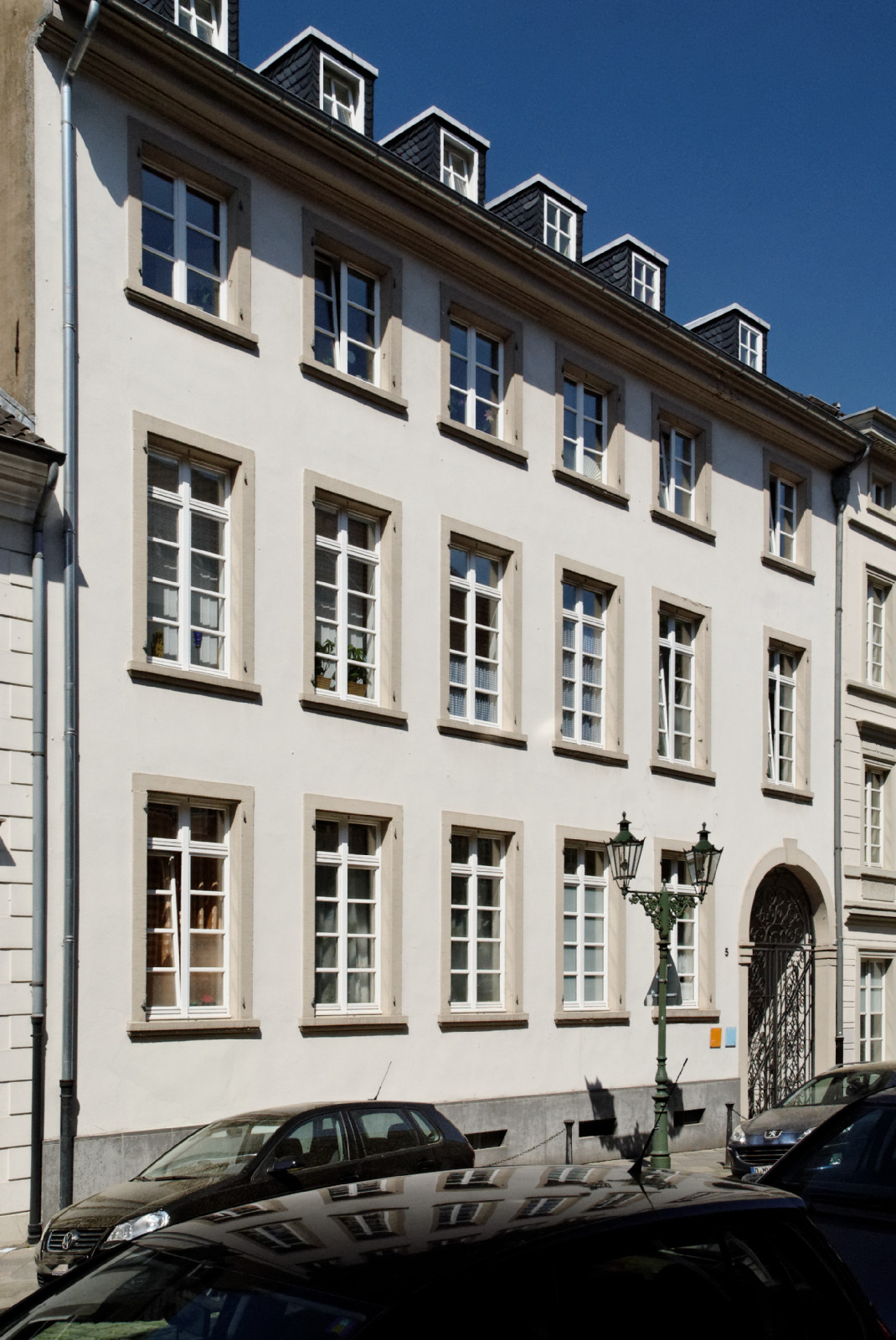
Haus Citadellstraße 5

Das Haus Citadellstraße 5 in Düsseldorf ist ein denkmalgeschütztes Gebäude.

## Beschreibung
Nach Jörg Heimeshoff ist die Fassade des dreigeschossigen Hauses in sechs Achsen untergliedert. Alle Öffnungen zeigen Natursteineinfassungen. Eine Tür zeigt im oberen Teil einen Puttenkopf. Im Innern befindet sich noch eine barocke Treppenanlage.
Für Paul Sültenfuß gilt es als seltenes Beispiel für den Düsseldorfer Rokoko, so die Rokoko-Kaminaufbauten mit den Spiegelflächen:

„[Das Innere] zeigt im Obergeschoss in zwei Sälen reiche Kaminaufbauten […] Breitlappiges asymmetrisches Muschelwerk rahmt über der Feuerstelle eigens zugeschnittene unregelmäßige Spiegelflächen ein. In der schlichteren Flächenbehandlung der seitlichen Pilaster, der architektonischen Einrahmung des Kamins und seines Aufbaues, kommt die wirre Erregung der Spiegelrahmen, die im Begriffe ist, sich auf das Nachbargebiet über dem Kaminaufbau hinaus fortzubewegen, zur Ruhe. Diese beiden Kamine sind, außer einigen wenigen Gitterarbeiten am Rathause die einzige reichere dekorative Äußerung des Rokoko in Düsseldorf.“

Josef Kleesattel würdigt die Hoftreppe des Hauses. Paul Sültenfuß beschreibt ausführlich die Treppendekoration in Düsseldorf. Er führt dabei als Beispiel die Hoftreppe des Hauses Citadellstraße 5 auf.

„Auf die Anlage der Treppenhäuser und ihren künstlerischen Schluss [...] möchte ich nur darauf hinweisen, von welcher früher gar nicht gekannten Bequemlichkeit der Treppenlauf der geräumigen Treppenhäuser geworden ist, wie schön und exakt die Zeichnung der Profile der Baluster, Geländer und Pfosten, vor allem, wie der neue künstlerische Reichtum, den Johann Wilhelms Hof um sich sammelte, sich in dem Schmuck von Delphinen oder Voluten an den Anfangspfosten der Treppen der Wohnhäuser widerspiegelt. Man vergleiche die Treppen Citadellstraße 7, im Rathaus und die Hoftreppe Citadellstr. 5. [...]“

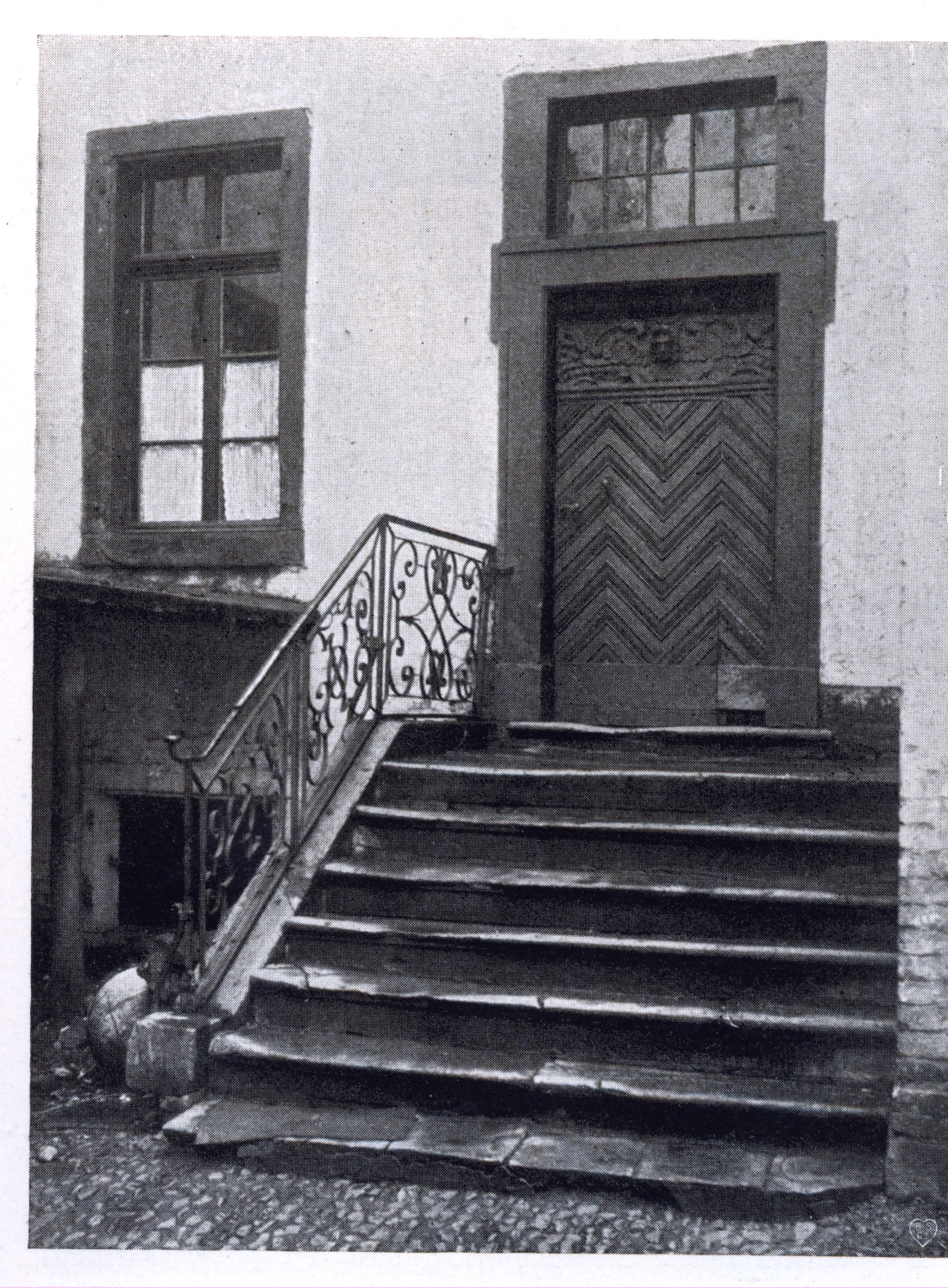
Tür im Hof
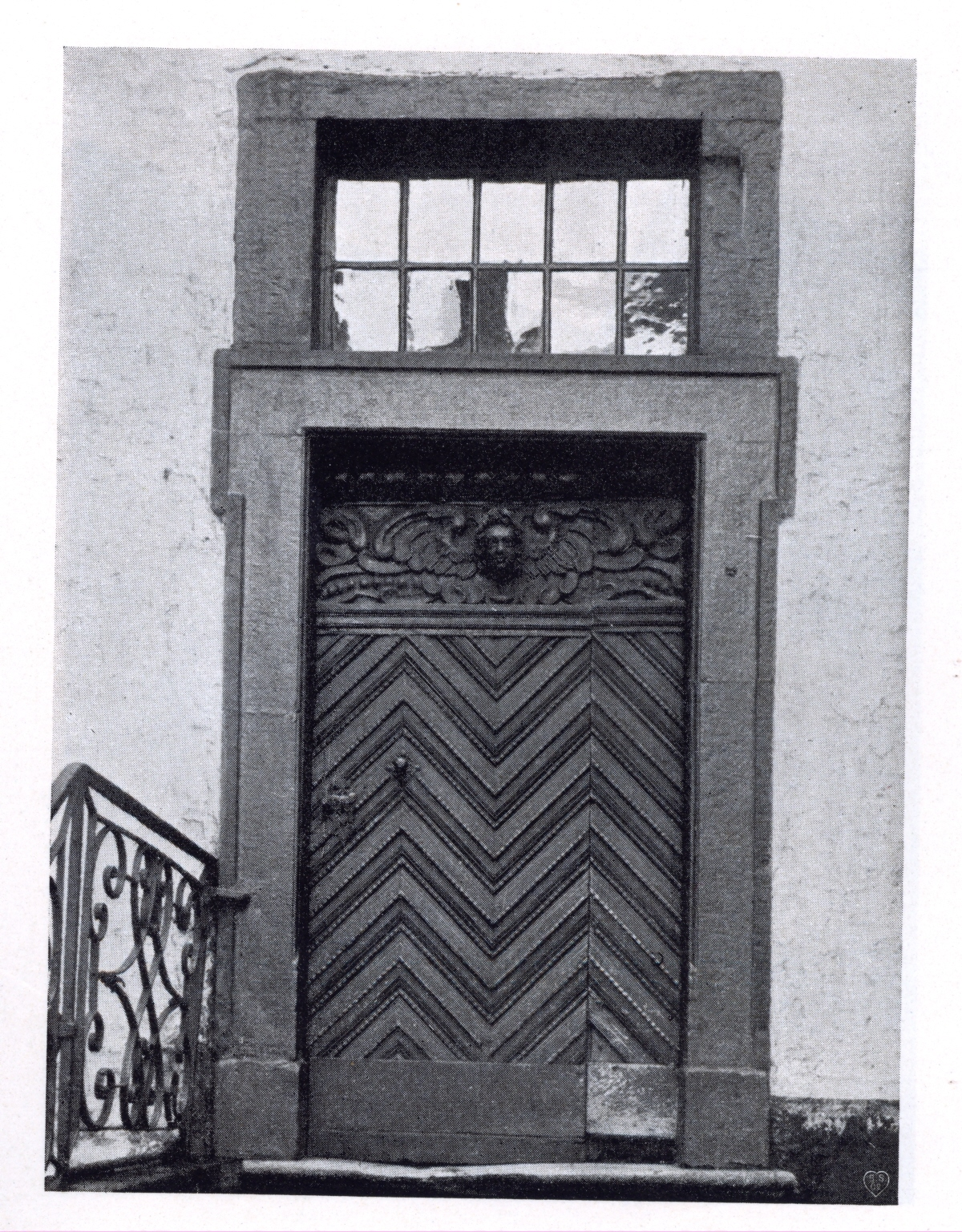
Tür im Hof